# 謝利扎羅沃區
56°51′N 33°27′E / 56.850°N 33.450°E
謝利扎羅沃區（俄语：Селижаровский район），是俄羅斯的一個區，位於該國西部，由特維爾州負責管轄，面積3,098平方公里，2010年該區人口12,722，人口密度每平方公里4.11人。